# Dipartimento di Río San Juan
Il dipartimento di Río San Juan è uno dei 15 dipartimenti del Nicaragua, il capoluogo è la città di San Carlos.

## Comuni
1. El Almendro
2. El Castillo
3. Morrito
4. San Carlos
5. San Juan de Nicaragua
6. San Miguelito